# Waringsford
Waringsford är en ort i Storbritannien.   Den ligger i riksdelen Nordirland, i den västra delen av landet, 500 km nordväst om huvudstaden London. Waringsford ligger 126 meter över havet och antalet invånare är 129.
Terrängen runt Waringsford är platt åt nordväst, men åt sydost är den kuperad. Runt Waringsford är det ganska tätbefolkat, med 52 invånare per kvadratkilometer. Närmaste större samhälle är Lisburn, 18,2 km norr om Waringsford. Trakten runt Waringsford består i huvudsak av gräsmarker.